# Molchaniya Rock
Molchaniya Rock (russisch Скала Молчания Skala Moltschanija, deutsch ‚Stiller Felsen‘, norwegisch Molchanijaberget) ist ein isolierter Felsvorsprung im ostantarktischen Königin-Maud-Land. In der Payergruppe der Hoelfjella ragt er 10 km westnordwestlich der Rochlin-Nunatakker auf.
Entdeckt und anhand von Luftaufnahmen kartiert wurde er bei der Deutschen Antarktischen Expedition (1938–1939) unter der Leitung Alfred Ritschers. Sowjetische Wissenschaftler nahmen bei einer von 1960 bis 1961 dauernden Forschungsreise eine neuerliche Kartierung sowie die Benennung vor. Letztere übertrug das Advisory Committee on Antarctic Names 1970 in einer Teilübersetzung ins Englische.